# Glavinci
Glavinci (cyr. Главинци) – wieś w Serbii, w okręgu pomorawskim, w mieście Jagodina. W 2011 roku liczyła 524 mieszkańców.